# Гарасимівка (Щастинський район)
Гара́симівка (до 1961 року — хутори Верхня Герасимівка, Середня Герасимівка, Нижня Герасимівка) — село в Україні, у Широківській селищній громаді Щастинського району Луганської області.

## Географія
Загальна площа села — 5,2 км².
Село розташоване у східній частині області за 25 км по автошляху Р22 від районного центру. Найближча залізнична станція — Вільхова, за 25 км. Через село протікає річка Деркул.
У селі розташований пункт пропуску на кордоні з Росією Герасимівка—Можаєвка.
На південно-східній околиці села річка Герасимова впадає у Деркул.

## Історія
На території теперішнього села у XVIII століття козаками Станиці Луганської було засновано два хутори: Нижня Герасимівка та Верхня Герасимівка, згодом з'явився ще один хутір — Середня Герасимівка.
У XIX столітті поселенцем Калиниченком було відкрито завод з виробництва черепиці, яка виготовлялася з місцевої червоної глини.
У 1932–1933 роках Верхньо-Герасимівська та Нижньо-Герасимівська сільські ради постраждала від Голодомору. За свідченнями очевидців кількість померлих у них склала щонайменше 37 та 66 осіб відповідно.
1961 року всі поселення були об'єднані в село під назвою Герасимівка.
Наприкінці 1960-х років у селі діяли центральна садиба колгоспу «Прапор комунізму», восьмирічна і 2 початкові школи, 2 бібліотеки і 2 клуби.

## Населення
За даними перепису 2001 року населення села становило 785 осіб, з них 4,59 % зазначили рідною мову українську, 95,03 % — російську, а 0,38 % — іншу.

## Пам'ятки
Поблизу Гарасимівки було знайдено численні кам'яні вироби неоліту (V—IV тисячоліття до н. е.), поселення пізнього середньовіччя, 12 курганних могильників із 41 курганом, один окремий курган.

## Відомі люди
У селі в школі у кінці 1990-х упродовж кількох років працював відомий український зоолог Олександр Кондратенко. Матеріали з цього місця багаторазово згадані у його наукових статтях та в каталогах колекцій зоологічних музеїв.
- Кречуняк Оксана Михайлівна (* 1981) — українська легкоатлетка, майстер спорту України міжнародного класу (2001). Паралімпійська чемпіонка.